# II Col·loqui Internacional "La lingüística de Pompeu Fabra"
Congrés científic que va tenir lloc del 7 al 9 d'abril de 2003 a Tarragona, organitzat pel Departament de Filologia Catalana de la Universitat Rovira i Virgili, i que va aplegar uns dos-cents estudiosos de la figura i l'obra de Pompeu Fabra i Poch i donar continuïtat al I Col·loqui Internacional (1998), que s'havia celebrat amb motiu del cinquantenari de la seva mort. Durant els tres dies que va tenir lloc es van presentar vint-i-vuit ponències i comunicacions tant d'especialistes de reconegut prestigi com de lingüistes menys coneguts que van aportar noves perspectives metodològiques i un perfil més tècnic. Entre altres intervencions, es va reflexionar sobre la vigència del model de planificació lingüística, es va aprofundir en la relació de Fabra amb altres gramàtics coetanis, es van descobrir textos inèdits del gramàtic gracienc i es va presentar la futura edició de les obres completes, dirigida per Joan Solà. També es va constatar l'interès que desperta en altres latituds: Alemanya, Rússia, Suècia, Hongria... Les actes corresponents es van publicar amb el nom Entorn i vigència de l'obra de Fabra (Cossetània, 2007).